# FK 하틀론
FK 하틀론(타지크어: ФК Вахш Қӯрғонтеппа)은 보흐타르를 연고로 하는 타지키스탄의 축구단이다. 현재는 타지키스탄 프리미어리그에 참가하고 있다.

## 우승
- 타지키스탄 프리미어리그: 1961, 1985, 1997, 2005, 2009
- 타지키스탄컵: 1965, 1997, 2003

## 선수 명단

### 현역
- 보나 데릭
- 에녹 아리에테이
- 코피 드워모
- 토르수 도지
- 루스탐 쿠치카로프